# Отречение Яна Казимира
«Отречение Яна Казимира» (пол. Abdykacja Jana Kazimierza) — картина польского художника Яна Матейко на исторический сюжет, созданная в 1892 году. Её оригинал утрачен.
На картине изображён момент отречения короля Речи Посполитой Яна Казимира от престола в 1668 году. Монарх сидит у стола рядом с троном, текст отречение оглашает примас Польши.